# علي بن عباس حكمي
علي بن عباس حكمي (1946-) دكتور وأستاذ سعودي في الفقه الاسلامي وأصوله ، عضو سابق بهيئة كبار العلماء في المملكة العربية السعودية ، وعضو المجلس الأعلى للقضاء ، وعضو المجمع الفقهي برابطة العالم الإسلامي..

## نشأته وطلبه للعلم
هو علي بن عباس بن عثمان حكمي، ولد في قرية مزهرة في منطقة جازان من المملكة العربية السعودية في عام 1366 هـ الموافق 1946. تلقى مبادئ العلوم والقراءة على والده وعلى بعض مشايخ صامطة، ودرس في المدارس النظامية، ثم انتقل إلى مدينة الرياض حيث درس في كلية الشريعة في جامعة الإمام محمد بن سعود الإسلامية وتخرج فيها، ثم حصل بعدها على شهادة الماجستير في الفقه وأصوله من جامعة أم القرى كلية الشريعة عام 1394 هـ في موضوع الاجتهاد ومدى الحاجة إليه في التشريع الإسلامي، ثم حصل بعدها على الدكتوراه من الجامعة نفسها وفي التخصص ذاته في موضوع تخصيص العام وأثره في الأحكام الفقهية في العام 1399 هـ.

## أعماله
عمل الحكمي معيدا في جامعة أم القري ثم محاضر بعدها، ثم عمل أستاذا مساعدا فأستاذ مشارك، فأستاذ بكلية الشريعة من عام 1389 هـ، بعدها عمل نائبا لرئيس مركز البحث العلمي بجامعة أم القرى، ثم رئيس لمركز الدراسات الإسلامية بالجامعة، ثم رقي بعدها ليشغل وظيفة وكيل كلية الشريعة، ثم عميدا لها، بعدها عمل رئيسا لقسم الدراسات العليا الشرعية بكلية الشريعة.
وقد عمل الحكمي أستاذا زائرا بجامعة الملك الحسن الثاني بالمغرب لمدة فصل دراسي، وأستاذ زائرا أيضا بجامعة الملك محمد الخامس بالدار البيضاء في المغرب لفصل دراسي عام 1406 هـ، وأصبح مدرسا بالمسجد الحرام منذ سبع سنوات، عين عضوا في مجلس الشورى بالمملكة العربية السعودية، وعمل أستاذا للفقه وأصوله بالدراسات العليا الشرعية بكلية الشريعة جامعة أم القرى، وعضو المجمع الفقهي برابطة العالم الإسلامي، وعضو هيئة تحرير مجلة المجمع الفقهي بالرابطة، كما عين عضوا في جمعية حقوق الإنسان بالمملكة، وعمل مستشارا لللجنة التنفيذية للعفو وإصلاح ذات البين بمكة المكرمة، وعضوا في المجلس الأعلى للقضاء ، وفي يوم الاثنين الحادي والعشرين من صفر عام 1430 هـ الموافق 2009 صدر أمر ملكي من الملك عبد الله بن عبد العزيز بتعيينه عضو في هيئة كبار العلماء.

## مؤلفاته
ألف علي حكمي بالإضافة لرسالتي الدكتوراة والماجستير عدة مؤلفات منها :
- الاجتهاد ومدى الحاجة إليه في التشريع الإسلامي.
- تخصيص العام وأثره في الأحكام الفقهية.
- دلالات النهي وأثره في الأحكام عند الأصوليين.
- البيوع المنهي عنها نصا وأثر النهي فيها من حيث الحرمة والبطلان.
- الأزمنة المفضلة في الإسلام وما تتميز به من الخصائص والأحكام.
- التعليل بالحكمة عند الأصوليين.
- أصول الفتوى وتطبيق الأحكام الشرعية في بلاد غير المسلمين.
- قواعد الأصول ومعاقد الفصول في علم أصول الفقه.
- قواطع الأدلة في أصول الفقه لابن السمعاني من كتاب القياس إلى آخر الكتاب.